# Уэрта, Сесар
Се́сар Сау́ль Уэ́рта Вале́ра (исп. César Saúl Huerta Valera; родился 3 декабря 2000 года в Гвадалахара, Мексика) — мексиканский футболист, нападающий клуба «Андерлехт» и сборной Мексики.

## Клубная карьера
Уэрта — воспитанник клуба «Гвадалахара» из своего родного города. 11 ноября 2018 года в матче против «Леона» он дебютировал в мексиканской Примере. В начале 2019 года для получения игровой практики Уэрта на правах аренды перешёл в «Атлетико Сакатепек». 6 января в матче против «Коррекаминос» он дебютировал в Лиге Ассенсо. 19 января в поединке против «Атланте» Сесар забил свой первый гол за «Атлетико Сакатепек». По окончании аренды он вернулся в «Гвадалахару».
В начале 2020 года Уэрта был арендован «Монаркас Морелией». 11 января в матче против «Толуки» он дебютировал за новый клуб.
Летом того же года «Монаркас» продали франшизу «Масатлану», и Уэрта автоматически стал игроком этого клуба. 28 июля в матче против «Пуэблы» он дебютировал за новую команду. В этом же поединке Сесар забил свой первый гол за «Масатлан». Этот мяч стал первым голом в истории клуба.

## Международная карьера
В 2017 году в составе юношеской сборной Мексики Уэрта выиграл юношеский чемпионат КОНКАКАФ в Панаме. На турнире он сыграл в матчах против команд Сальвадора, Коста-Рики и дважды США.
В том же году Уэрта принял участие в юношеском чемпионате мира в Индии. На турнире он сыграл в матчах против команд Ирака, Англии и Ирана.

## Достижения
Международные
 Мексика (до 17)
- Юношеский чемпионат КОНКАКАФ — 2017